# Bacino amerasiatico

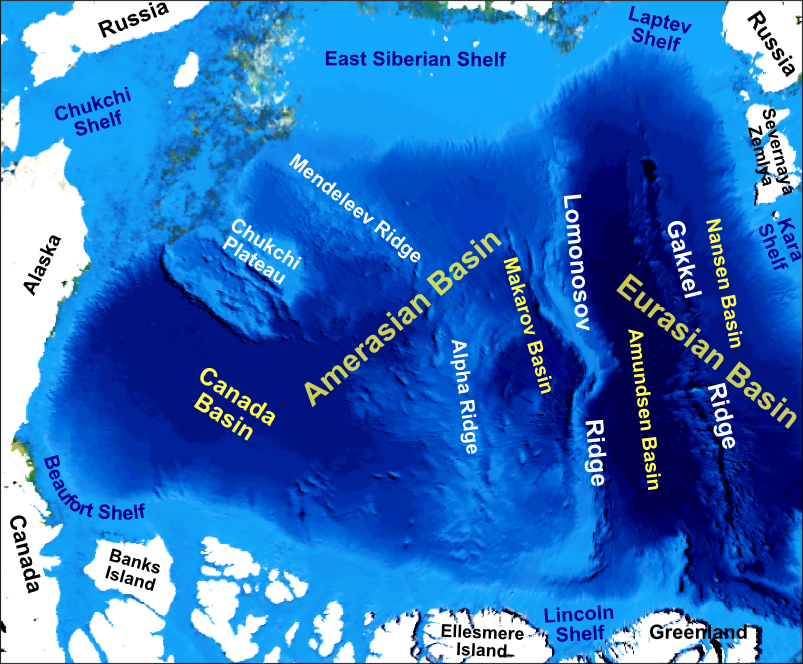
Profilo batimetrico del Mar Glaciale Artico

Il bacino amerasiatico è uno dei due maggiori bacini in cui il bacino artico del Mar Glaciale Artico viene suddiviso dalla dorsale di Lomonosov; l'altro è il bacino euroasiatico.
Si estende dall'isola di Ellesmere al Mare della Siberia orientale. Viene ulteriormente suddiviso dalla presenza di dorsali in bacino del Canada (tra Alaska, Canada e dorsale Alfa) e bacino di Makarov (tra la dorsale Alfa e la dorsale di Lomonosov). Il bacino del Canada si collega poi all'oceano Pacifico attraverso lo stretto di Bering.
La piattaforma continentale attorno al bacino amerasiatico è piuttosto estesa, con una larghezza media di 342 miglia.